# À nous Manhattan

À nous Manhattan (We'll Take Manhattan) est un téléfilm britannique réalisé par John McKay (en) en 2012. 
Le film explore l'histoire d'amour entre le photographe de mode David Bailey et Jean Shrimpton, un mannequin en vogue des années 1960,.

## Synopsis
Le film débute à Londres en 1962, années du Swinging London. David Bailey, jeune photographe décomplexé, s'embarque pour New York en compagnie de sa nouvelle petite amie et mannequin encore débutante, Jean Shrimpton. Icône en devenir du nouveau style anglais, David Bailey a été sollicité pour réaliser une série de photos de mode à Manhattan. Ils sont accompagnés par un chaperon huppé, Lady Clare Rendlesham, éditrice du magazine de mode Vogue, passablement horrifiée par leur manque de classe et de style.

## Distribution
Légende : V. Q. = Version Québécoise
- Frances Barber : Diana Vreeland
- Lady Clare Rendlesham : Helen McCrory
- Aneurin Barnard (V. Q. : Nicolas Charbonneaux-Collombet) : David Bailey
- Fiona Button : Lavinia
- Karen Gillan[4] : Jean Shrimpton
- Louise Gold : Ailsa Garland
- Robert Glenister : Ted Shrimpton
- Clemmie Dugdale : Chrissie Shrimpton
- Allan Corduner : Alex Liberman
- Anna Chancellor : Lucie Clayton